# برونس
برونس (به فرانسوی: Broons) یک کمون در فرانسه است که در Commune Community of the Pays de Du Guesclin واقع شده‌است. برونس ۳۵٫۲۱ کیلومتر مربع مساحت دارد.

## خواهرخوانده
شهر نویفارن این نیدربایرن خواهرخواندهٔ برونس هست.